# Lorenzo di Credi

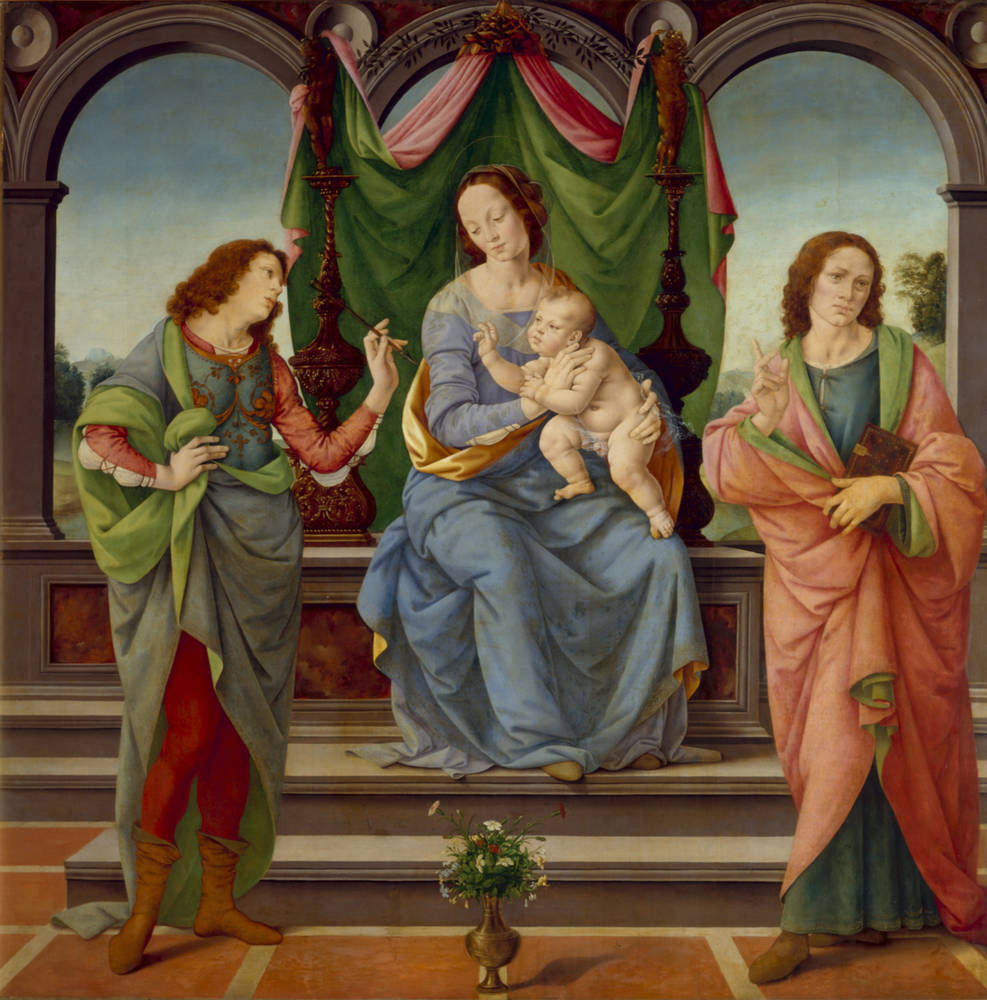
Madona s dítětem a dvěma svatými, začátek 16. století

Lorenzo di Credi (asi 1459 Florencie – 12. ledna 1537 tamtéž) byl italský malíř a sochař. Byl silně ovlivněn da Vincim.

## Život a dílo
Vyučil se u Andrei del Verrocchia. Po jeho smrti, na jeho přání, převzal řízení dílny. V rámci dílenských zakázek vytvořil Madonnu di Piazza pro katedrálu v Pistoii, a pravděpodobně spolupracoval na některých sochách.
Mezi jeho rané práce patří Annunciazione v Uffizi, Madona s dítětem v galerii Sabauda v Turíně, a Klanění se dítěti v Querini Stampalia v Benátkách. Díly pozdního tvůrčího období jsou Madona a svatí (Louvre) (1493) a Klanění se dítěti v Uffizi. Ve Fiesole předělal část panelů Beata Angelica na oltáři kostela San Domenico.
Vyzrálá díla (jako je Ukřižování v Gottingen Museum, Annunciazione v Cambridge a Madona a svatí v Pistoii) jsou ovlivněny Bartolomeem, Peruginem a Raffaelem.